# Pau Milà i Fontanals
Pau Milà i Fontanals (Vilafranca del Penedès, l'Alt Penedès, 1810 – Barcelona, 16 de gener de 1883) fou un pintor, escriptor i catedràtic de teoria de l'art i d'estètica a l'Escola de Belles Arts de Barcelona, si bé la seva gran importància ve donada pel fet de ser un gran comunicador i un gran mestre. És una figura cabdal del panorama català del segle xix a través de la seva tasca com a dinamitzador cultural.
Es formà a la Llotja de Barcelona i a Roma on entrà en contacte amb els corrents puristes i natzarens, que va dur amb ell a la seva tornada a Catalunya, on va difondre amb entusiasme la seva teoria estètica i va intentar modernitzar el sistema d'ensenyament. Casat amb Ramona Baulenas i Viñals mor al carrer Pelai, 1 de Barcelona a l'edat de 72 anys.

## Anys de formació

### Naixement i joventut
Neix a Vilafranca del Penedès el 26 de desembre de 1810, fill de Josep Milà de Ferran i Graells, i de Teresa Fontanals de les Clotes i Alzina. Hi viuen fins al 1826, any en què la família es trasllada a Barcelona.
La bona posició econòmica de la família i l'ambient cultural estimulant de què gaudia van ser dues constants en la vida dels germans Milà i van afavorir les seves posteriors carreres artístiques. Exemple d'això van ser les habituals representacions teatrals que els progenitors promovien a casa seva, en la qual els nens Pau i Manuel van participar en alguna ocasió.
Vilafranca va ser el lloc on Pau Milà i Fontanals rebria les primeres lliçons de dibuix, possiblement al costat d'un escultor vilafranquí, i també les seves primeres classes de pintura a càrrec de Bonaventura Planella, professor amb el qual reprendria el contacte durant el seu trasllat a Barcelona.

### Llotja de Barcelona
La família marxa a Barcelona a la recerca d'una formació cultural millor i una sortida a la crisi econòmica del moment provocada pels efectes de la guerra i les pèrdues colonials. Aquestes ànsies semblen esvair-se amb el contacte amb la realitat del 1826, que dibuixa una Barcelona fosca, en la qual la vida es desenvolupa en condicions adverses per a una gran part de la població que es concentra reprimida per un tercer recinte emmurallat.
Milà comença la seva formació a la ciutat a partir d'unes lliçons de retòrica i lògica amb Manuel Casada, de física amb F. Vieta i de matemàtiques amb M. Amat, diferents disciplines que ja apunten a la varietat d'interessos del jove Pau. Aquestes lliçons van ser les fórmules pedagògiques habituals en la Barcelona del moment. Eren classes impartides de manera altruista a un grup reduït d'alumnes que tenien la intenció de respondre al buit pedagògic que va suposar el Decret de Nova Planta repressiu de Felip V, en traslladar i reduir tot l'ensenyament del territori a la Universitat de Cervera.
Es matriculà a l'Escola de Belles Arts de Llotja el 24 de setembre de 1833, institució que en aquest moment encara manté la categoria d'escola i que depèn de la Junta de Comerç i de l'administració central. Aquesta era, malgrat tot, l'única manera en la qual aquells estudiants amb vocació artística podien aconseguir una categoria oficial per a una professió poc valorada en l'àmbit social.
Les crítiques a l'ensenyament de la Llotja i l'espai curt de temps que hi roman com a alumne permeten teoritzar sobre una intenció premeditada de fer servir la seva estada només com a via per arribar a Roma, viatge pel qual aviat serà pensionat, juntament amb alguns dels seus companys Claudi Lorenzale, Pelegrí Clavé, Manuel Vilar i Francesc Cerdà, amb els quals formarà el grup conegut amb el nom de natzarens o puristes catalans.

### Roma
La trobada de Pau Milà amb els seus companys Pelegrí Clavé i Roqué i Manuel Vilar i Roca, tindrà lloc a Roma el 29 de setembre de 1834, data de la seva arribada a la capital italiana.
El grup quedarà molt satisfet de les diverses maneres d'ensenyament artístic que hi troben, entre les quals valoren especialment les classes d'anatomia i l'estudi del natural.
La seva estada a Itàlia s'allarga fins a 1841, temps que aprofitarà per visitar altres centres artístics importants com Venècia, Florència, Orvieto i Siena, llocs en els quals tindrà oportunitat d'observar directament algunes de les obres italianes del renaixement, l'interès per les quals queda manifestat en els seus dibuixos, actualment conservats a la Reial Acadèmia Catalana de les Belles Arts de Sant Jordi.
A Roma entra en contacte amb la important figura de Tommaso Minardi, president i catedràtic de l'Acadèmia de Sant Lucca, qui signa el manifest de 1843 Del purismo nelle art al costat d'Antonio Bianchini, Johann Friedrich Overbeck i Pietro Tenerani; són els representants d'un nou corrent estètic que Milà assimilarà ràpidament.

## Acadèmia Provincial de Belles Arts de Barcelona
El 24 de febrer de 1851 Va assolir el títol de catedratic de "Teoria i història de les belles arts, vestits, usos i costums dels diversos pobles", dels Estudis Superiors de l'Escola Llotja, entitat que depenia de l'Acadèmia de Belles Arts de Barcelona, amb el consegüent reconeixement com a acadèmic adscrit a la secció de pintura. A aquest càrrec hi sumarà l'1 de juny del mateix any el d'acadèmic en la secció d'arquitectura, que li permetrà iniciar la lluita per la conservació del patrimoni artístic arquitectònic.
L'etapa de Milà com a professor de la Llotja durarà només cinc anys, temps que li servirà per difondre els preceptes de la doctrina purista entre els alumnes de nova generació i fomentar un nou tipus d'ensenyament artístic, a més de reivindicar una major autonomia per les acadèmies provincials.
La relació amb l'acadèmia quedarà restablida el 5 d'abril de 1868, quan és nomenat acadèmic honorari. Un nomenament que el duu a ingressar novament a la secció d'arquitectura des de la qual continuarà la seva constant lluita a favor de la conservació i restauració dels monuments antics a Barcelona i en totes les comarques catalanes.
Després de la seva renúncia, alguns dels seus deixebles, entre els quals trobem a Agapit Vallmitjana i Barbany, Agustí Rigalt i Cortiella i Marià Fortuny i Marsal, varen reunir en un àlbum diversos dibuixos en el seu homenatge, àlbum que després de moltes vicissituds –i pèrdua d'alguns dibuixos– va acabar essent adquirit per la Reial Acadèmia Catalana de Belles Arts de Sant Jordi, de la qual Milà n'era membre.
En qualsevol cas, aquesta dimissió no va suposar un parèntesi en l'activitat de Milà sinó que va continuar la seva central tasca teòrica i pedagògica mitjançant tertúlies i conferències.

## Ateneu Barcelonès
El 21 de maig de 1860 s'inaugura, en un local del carrer d'Escudellers de Barcelona, l'associació cultural de l'Ateneu Català, actual Ateneu Barcelonès. Pau Milà, soci fundador, va ser nomenat president el 1861.
Aquest centre va ajudar a la difusió del pensament de Milà a partir d'una sèrie de conferències. Entre elles cal citar les següents:
- 1862; sobre els elements d'ornament més propis de l'artesà.

- 1868; sobre les excel·lències de l'arquitectura gòtica en la seva aplicació a l'art cristià, cicle on es ressalta la importància de l'art medieval a Catalunya: una exaltació del patrimoni arquitectònic que tindrà una transcendència important en el panorama romàntic català.

- 1870; sobre la vida i obra del pintor alemany Johann Friedrich Overbeck a propòsit d'una exposició dedicada a l'autor.

- 1873; sobre consideracions a partir de les arts plàstiques a Grècia.

## Comissió de monuments històrics i artístics
Les Comissions de monuments històrics i artístics provincials van ser constituïdes el 1844 amb la intenció d'inventariar els monuments de cada regió, a través a més de la seva plasmació en dibuixos, i reunir llibres, manuscrits i objectes de culte, que alhora motivarien la creació d'arxius i biblioteques.
La Comissió de monuments històrics i artístics de la província de Barcelona quedarà conformada per Manuel de Bofarull, Pau Piferrer, Ramon Muns, Joan Cortada i Pròsper de Bofarull.
Pau Milà apareix quan la comissió central considera la conveniència d'incrementar el nombre de membres. Les seves primeres accions dins d'aquest organisme giren entorn de la declaració de la Capella de Santa Àgata com a monument nacional l'11 de juny de 1866.
Milà, al costat d'Elies Rogent, redactarà llavors una anàlisi detallada d'aquesta arquitectura. Tots dos, a més, s'ofereixen a encarregar-se de la seva restauració, que duran a terme amb una intenció exemplar i amb la qual defensen la conservació religiosa d'aquest espai. La capella de Santa Ágata recupera així la seva funció litúrgica i hi afegeix la de Museu d'antiguitats cristianes, col·lecció que contindrà un retaule gòtic cedit pel mateix Milà.
La presència de Milà a la comissió serà llarga i fructífera, arribant a ser-ne nomenat president el 1877.

## Col·leccionisme

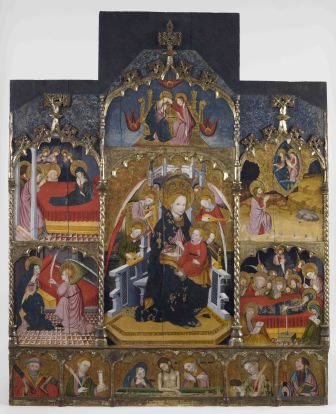
Retaule gòtic del Museu del Vi VINSEUM Vilafranca del Penedès

El mateix sentiment que el duu a impulsar la conservació de nombroses obres relacionades amb la història de Catalunya sembla motivar la confecció d'una col·lecció pròpia de peces medievals catalanes, col·lecció similar a la d'altres personatges del seu entorn com Joan Cortada i un dels seus alumnes avantatjats Elies Rogent.
Aquest col·leccionisme és una mostra evident de com els erudits i artistes del panorama romàntic català tenien un especial interès per investigacions històriques que els aproximessin al remot passat medieval.
En el cas de Cortada, la seva col·lecció pren la forma d'un petit museu a casa seva, lloc de trobada del seu grup d'amistats en el qual s'inclou Pau Milà, qui realitzarà diversos dibuixos en llapis i aquarel·la d'algunes peces exposades.

## Obra artística

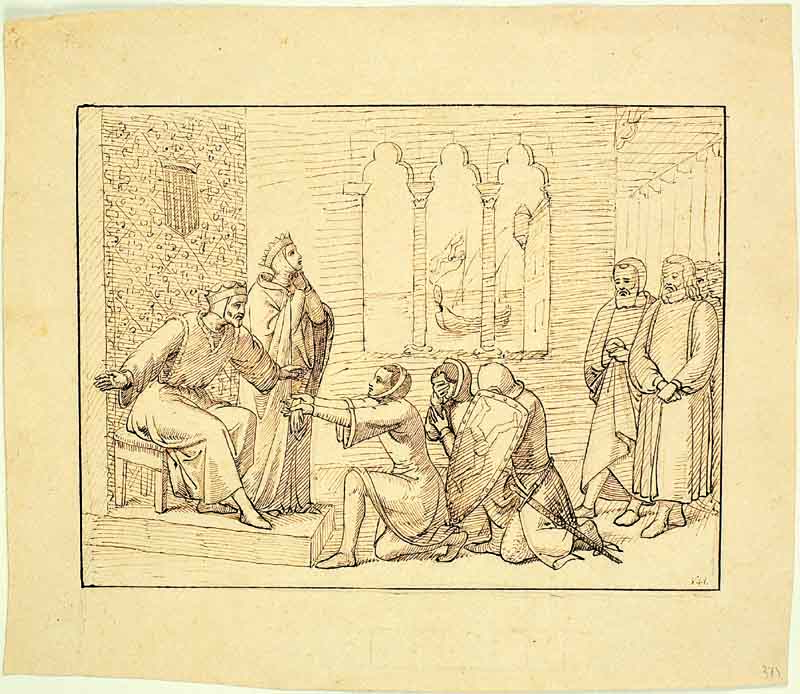
Pau Milà, Estudi preparatori d'Els sicilians en l'acte de presentació del guant de Conradí a Pere III d'Aragó Reial Acadèmia Catalana de Belles Arts de Sant Jordi

La seva obra plàstica, escassa, ha quedat difosa en col·leccions particulars i dins la Reial Acadèmia Catalana de Belles Arts de Sant Jordi, que en té una gran col·lecció de dibuixos.
La Biblioteca de Catalunya en conserva manuscrits i documents personals, així com dibuixos i composicions artístiques de deixebles seus que li havien donat com a obsequi.
Entre les referències a diverses obres en podem trobar les següents:
- Cap de la Verge de la Mercè (s. d.), col. Particular.

- Coronació de Santa Eulàlia (c. 1841), col. Particular.

- Àngel de la Passió (c. 1841), localització desconeguda.

- La reina Violant pujant a Montserrat (c. 1842), localització desconeguda (se'n conserven dibuixos a la RACBASJ).

- La Verge de l'Espiga (c. 1844), Museu de les Cultures del Vi de Catalunya.

- Job (c. 1844), localització desconeguda.

- Prisió de Sant Joan (c. 1844), localització desconeguda.

- Jaume I d'Aragó rebent l'educació dels Templaris (c. 1848), localització desconeguda (se'n conserven dibuixos a la RACBASJ).

- Els sicilians en l'acte de presentació del guant de Conradí a Pere III d'Aragó (1850), col. particular (es conserva també un dibuix a la RACBASJ, i una aquarel·la a col. particular).

- Autorretrat (c. 1850), col. particular.

- Àngels de l'Apocalipsi vessant sobre el món les copes de la indignació divina (c. 1855), localització desconeguda (se'n conserven dibuixos a la RACBASJ).

- Assumpció de Santa Madrona amb Barcelona al fons (c. 1855), localització desconeguda.

- Dante al pas de l'enterrament de Beatriu (c. 1855), localització desconeguda (reproduït per Ràfols (Romanticisme, p. 131); se'n conserva algun dibuix a la RACBASJ).

- Assumpció de la Verge (s. d.), pintat pel Palau Episcopal de Barcelona, localització desconeguda?.

### La col·lecció de dibuixos de l'Acadèmia
A la Reial Acadèmia Catalana de Belles Arts de Sant Jordi es conserven al voltant de 900 dibuixos procedents del llegat del seu germà Manuel Milà. Aquesta col·lecció, que roman encara en procés de catalogació, mostra còpies de fragments o d'obres senceres d'alguns dels artistes més reconeguts del primitivisme italià, com ara Giotto, Simone Martini, Fra Angelico, Altichiero i Masaccio. Aquest conjunt es completa amb dibuixos de paisatges, estudis d'anatomia, estudis preparatoris i esbossos de composicions originals de l'artista.

## Pensament estètic

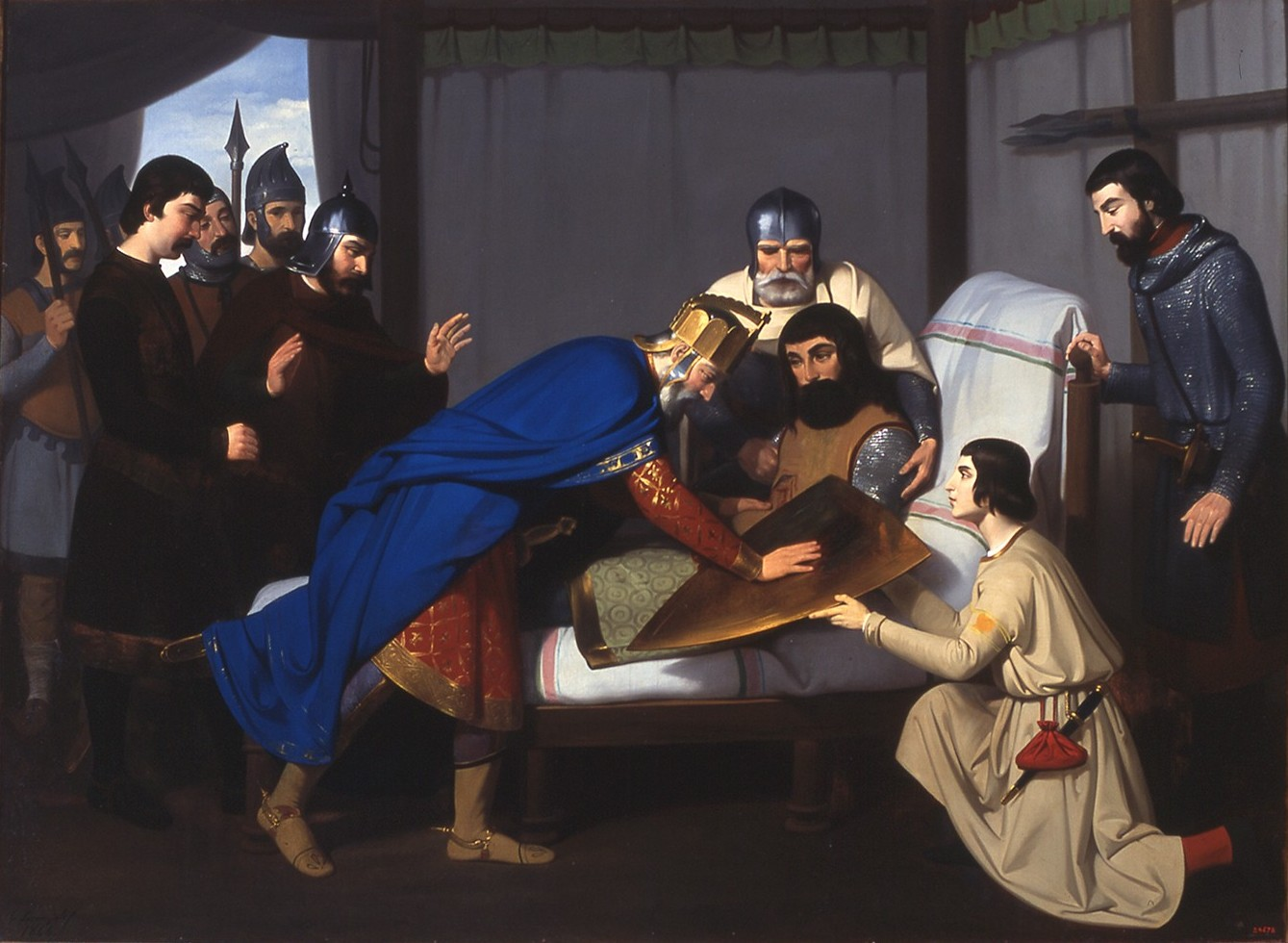
Origen de l'escut del comtat de Barcelona Claudi Lorenzale Reial Acadèmia Catalana de Belles Arts de Sant Jordi

Els debats entre els clàssics, els romàntics i els acadèmics busquen el camí capaç d'expressar la nova sensibilitat i els nous ideals, impulsos que determinaran un ventall ampli de discussions artístiques i estètiques durant les primeres dècades del segle xix.
És en aquest context en el qual el valor espiritual de l'art, relacionat amb el nou concepte d'ideologia, triomfa a Roma a partir dels natzarenisme alemany, el major focus del qual es troba a la capital l'any 1810: Overbeck, Pforr i Cornelius. El pensament desenvolupat per tots ells comporta, a més a més, el desvetllament de la consciència nacional, ja apuntat pel Cercle de Jena i  Schlegel, i la seva visió de l'art fundat en el nacionalisme i la religió.
Natzarens i puristes promulgaven el valor de l'art com a vehicle d'allò diví, on el més important era sempre el contingut de l'obra, que havia d'inspirar la reflexió de l'espectador. Tot aquest pensament, doncs, conté un contingut altament moralitzant, inspirat en ideals religiosos, que acaba per motivar la reincidència temàtica en el cristianisme i la historia.
Aquestes obres recuperaran l'estètica renaixentista en el seu afany per trobar la puresa del primitivisme. Això es traduirà en imatges caracteritzades per la supremacia de la línia, les escenes tancades i la contenció extremada i plàcida dels personatges, que resulta rígida i mancada d'expressió.